# Anton Pummerer
Anton Valentin Pummerer (* 26. September 1812 in Passau; † 31. Oktober 1888 ebenda) war ein bayerischer Kaufmann und Politiker.
Pummerer wurde als Sohn des Passauer Kaufmanns Valentin Pummerer (1777–1846) und der Anna Maria geb. Wieninger (1782–1850) geboren. Er war ein Neffe der Landtagsabgeordneten Johann Georg, Franz Xaver und Gottlieb Wieninger und ein Großneffe des Landtagsabgeordneten Philipp Wieninger.
Er führte in Passau das Geschäft Rothbauers Wwe. Daneben war er Vorsitzender des Gemeindekollegiums, von 1860 bis 1873 Vorsitzender der Handelskammer und von 1879 bis 1888 Präfekt der Marianischen Kongregation. 1849 gehörte er kurz der bayerischen Kammer der Abgeordneten an.

## Quelle
- Anton Pummerer in der Parlamentsdatenbank des Hauses der Bayerischen Geschichte in der Bavariathek

| Personendaten    | Personendaten                                   |
| ---------------- | ----------------------------------------------- |
| NAME             | Pummerer, Anton                                 |
| ALTERNATIVNAMEN  | Pummerer, Anton Valentin                        |
| KURZBESCHREIBUNG | bayerischer Bierbrauer, Gastronom und Politiker |
| GEBURTSDATUM     | 26. September 1812                              |
| GEBURTSORT       | Passau                                          |
| STERBEDATUM      | 31. Oktober 1888                                |
| STERBEORT        | Passau                                          |